# Havok (gruppo musicale)
Gli Havok sono una band technical thrash metal statunitense, proveniente dal Colorado e formatasi nel 2004.

## Storia del gruppo
Pubblicarono il loro album di debutto, Burn, nella primavera del 2009.
Nel 2011 è uscito il loro secondo album in studio: Time Is Up, presto seguito dall'EP Point of No Return e dal terzo full-length Unnatural Selection.

## Formazione

### Formazione attuale
- David Sanchez – voce, chitarra ritmica (2004–presente)
- Reece Scruggs – chitarra solista, cori (2010–presente)
- Nick Schendzielos – basso, cori (2015–presente)
- Pete Webber – batteria (2010–presente)

## Membri precedenti
- Mike Leon - basso ("Unnatural Selection") (2013-2015)
- Jesse De Los Santos - basso e cori (Burn, Time is UP, Point of No return) (2009-2012)
- Shawn Chavez - chitarra e cori ("Burn") (2004-2010)
- Scott Fuller - batteria (solo live) (2009-2010)
- Ryan Alexander Bloom - batteria (Burn) (2007-2009)
- Justin Cantrell - basso e cori (solo live) (2007-2008)
- Tyler Cantrell - basso (Pwn them All) (2006-2007)
- Richie Tice - batteria (Pwn Them All) (2005-2007)
- Haakon Sjoegren - batteria (primi Demo) (2003-2005)
- Marcus Corich - basso (2003-2005)

## Discografia
Album in studio
- 2009 - Burn
- 2011 - Time Is Up
- 2013 - Unnatural Selection
- 2017 - Conformicide
- 2020 - V

EP
- 2007 - Pwn 'Em All
- 2012 - Point of No Return

Singoli
- 2006 - Murder by Metal
- 2010 - Fatal Intervention
- 2011 - Scumbag in Disguise
- 2013 - Give me Liberty... Or Give me Death
- 2017 - Hang 'Em High